# 尼泊尔花楸
尼泊尔花楸（学名：Sorbus wallichii）是蔷薇科花楸属的植物。分布于印度、锡金、尼泊尔以及中国大陆的云南、西藏等地，生长于海拔2,500米至3,000米的地区，常生于沟边杂木林中，目前尚未由人工引种栽培。